# Ruppertslohe
Ruppertslohe ist ein Gemeindeteil des Marktes Lauterhofen im Landkreis Neumarkt in der Oberpfalz. Es handelt sich um eine Einöde mit zwei Wohnhäusern (Stand 2020).
Kirchlich gehört Ruppertslohe zur Pfarrei Lauterhofen im Dekanat Habsberg.
Am 1. Mai 1978 wurde Gebertshofen mit Landnerhof, Muttenshofen, Ramertshofen, Reitelshofen und Ruppertslohe nach Lauterhofen eingemeindet. Der ehemalige Gemeindeteil Nonnhof wurde bereits am 1. Juli 1972 nach Alfeld eingemeindet.
In der amtlichen Liste eingetragene Baudenkmäler bestehen nicht.